# 小四鬚魮
小四鬚魮（学名：Discherodontus parvus）为輻鰭魚綱鯉形目鲤科的其中一種，分布於亞洲中國雲南省景洪，體長可達6.7公分，棲息在底中層水域。
其种加词“Parvus”意为“小的”。